# Emma Pooley
Pour les articles homonymes, voir Pooley.
Emma Pooley, née le 3 octobre 1982 à Londres dans le district de Wandsworth, est une coureuse cycliste britannique, professionnelle de 2007 à 2014. Elle a notamment remporté le championnat du monde du contre-la-montre en 2010. Excellente grimpeuse, elle gagne le Tour de l'Aude 2010, se classe deuxième du Tour d'Italie 2011 et s'adjuge trois étapes de la même épreuve en 2014. Capable de longues échappées solitaires, elle a aussi gagné cinq manches de Coupe du monde. En 2013, elle se reconvertit dans le triathlon et le duathlon longue distance, pour remporter l'année même le Swissman Xtreme Triathlon et l'année suivante les championnats du monde de duathlon longue distance.

## Biographie

### Carrière en cyclisme
Membre du Cambridge University Cycling Club, Emma Pooley est recrutée par l'équipe Fat Birds U.K après les championnats de Grande-Bretagne de 2005, où elle prend la quatrième place de la course en ligne élite et la deuxième place dans la catégorie espoirs, battue par Nicole Cooke.
Elle rejoint l'équipe Specialized Designs for Women en 2007. Elle remporte une étape du Tour de Thuringe et se classe troisième de La Grande Boucle féminine internationale. En fin de saison, elle représente la Grande-Bretagne aux championnats du monde sur route de Stuttgart et se classe huitième du contre-la-montre et neuvième de la course en ligne.
En 2008, elle acquiert son premier titre majeur, le Trophée Alfredo Binda, deuxième manche de la Coupe du monde 2008. En août, elle représente le Royaume-Uni aux Jeux olympiques. Vingt-troisième de la course en ligne remportée par Nicole Cooke, elle prend la médaille d'argent du contre-la-montre, en terminant à 25 secondes de la championne olympique Kristin Armstrong.
Toujours en 2008, elle participe au Tour de l'Ardèche : dans la quatrième étape, montagneuse, elle part en échappée avec Amber Neben dans la première partie de l'étape. Cette dernière lui laisse la victoire d'étape. Elle finit le tour à la deuxième place et avec le maillot de la montagne et du combiné.
En 2009, elle gagne à Livourne la première épreuve du trophée de la côte étrusque en devançant Kristin Armstrong de dix-neuf secondes. Elle participe à la Grande Boucle féminine internationale et y remporte le contre-la-montre inaugural. Elle perd ensuite son maillot or au profit de sa coéquipière Christiane Soeder, avant de le reprendre grâce à une attaque dans le dernier kilomètre lui attribuant de plus une nouvelle victoire. Elle gère la dernière étape pour remporter le classement général de l'épreuve,. Au Grand Prix de Plouay, lors du quatrième tour Karine Gautard place une attaque. Claudia Häusler et Emma Pooley attaquent à tour de rôle pour revenir sur la Française. La Britannique accélère de manière décisive dans la côte de Ty Marrec à quarante-cinq kilomètres de l'arrivée. Grâce à la vigilance de ses coéquipières, l'écart grandit et elle s'impose finalement malgré la poursuite des autres favorites,.
En 2010, sur le Grand Prix de Plouay, après avoir profité du travail de ses coéquipières Lizzie Armitstead et Sharon Laws, elle attaque dans l'avant dernière côte depuis le groupe de quatre favorites où elle se trouve. Elle est néanmoins suivie par Marianne Vos. La Britannique renouvelle son attaque dans la côte de Ty Marrec et creuse immédiatement une écart sur ces poursuivantes. Elle s'impose donc en solitaire.
En 2012, elle participe aux pré-mondiaux à Fauquemont-sur-Gueule. Elle s'échappe avec Marianne Vos, Annemiek van Vleuten et Sharon Laws. Elle termine quatrième. Sur l'Emakumeen Euskal Bira, elle remporte la deuxième étape légèrement détachée et s'empare du maillot de leader. Sur le contre-la-montre en côte le lendemain, elle se classe quatrième mais est talonnée au classement général par Judith Arndt. Sur la dernière étape, la Britannique ne parvient pas à suivre les meilleures et tombe à la huitième place du classement général. Au Tour du Trentin, elle termine septième de la première étape, puis neuvième de la deuxième et enfin cinquième du contre-la-montre final. Cela lui permet de monter sur la troisième marche du podium. En septembre, au Tour de l'Ardèche, elle finit deuxième du contre-la-montre de la deuxième étape derrière Ashleigh Moolman. Elle gagne le lendemain en solitaire avec une minute quarante d'avance sur Joëlle Numainville au Teil et s'empare de la tête du classement général. Elle s'impose une nouvelle fois sur la dernière étape du Tour en reléguant Tayler Wiles à presque quatre minutes. Elle inscrit donc logiquement son nom au palmarès de l'épreuve pour la deuxième année consécutive.
En juillet 2014, elle annonce la fin de sa carrière cycliste, à l'issue des Jeux du Commonwealth, afin de se consacrer au triathlon et à la course à pied. Elle continuera à participer à des courses chez les amateurs. Pour ses deux dernières courses lors des Jeux du Commonwealth, elle gagne deux médailles d'argent en contre-la-montre et sur la course en ligne.
Fin 2015, elle annonce reprendre les courses cyclistes sur route en parallèle du duathlon et du triathlon l'année suivante. Le parcours très vallonnés du contre-la-montre des Jeux olympiques de Rio et la fédération britannique l'ont convaincu de faire ce retour. Elle annonce viser le titre. Elle participe à l'épreuve mais ne parvient pas à courir dans le temps des meilleures. Elle se classe quatorzième.

### Carrière en triathlon et duathlon
En 2014, pour une de ses premières participations à une épreuve de triathlon internationale, elle remporte la première édition du Swissman Xtreme Triathlon en 12 h 39, une compétition sur distance ironman faisant partie de la série des triathlons extrême. Elle réalise cette performance lors de sa première participation à un triathlon très longue distance parmi les plus durs du monde.
Cette même année, pour sa première participation également, elle remporte les championnats du monde de duathlon longue distance lors de la course support du Powerman Duathlon à Zofingue en Suisse. Elle réalise lors de cette compétition, qu'elle gagne avec plus de trente minutes sur sa seconde, un ensemble de « première » hors du commun : première Britannique à remporter ce championnat, à remporter le Powerman de Zofingue ; en établissant un nouveau record, première féminine à descendre sous la barre des six heures,.
En 2015 après avoir terminé en 4e position lors de l’Ironman France à Nice en juin , elle s'impose pour sa première participation lors des triathlons internationaux longues et très longues distances organisés dans les montagnes françaises, le Triathlon EDF Alpe d'Huez en juillet  et l'Embrunman en août. Elle s'impose dans chacune de ces épreuves en creusant des écarts importants lors de la partie vélo et en maintenant son avance lors de marathons à l'allure soutenue, . En septembre de cette même année, elle remporte pour la deuxième fois consécutives, les championnats du monde de duathlon longue distance en s'imposant de nouveau sur la course support de l'épreuve, le Powerman Duathlon, sans toutefois améliorer sa performance de 2014.

### Style
En 2011, Emma Pooley était connue à la fois pour être une excellente baroudeuse et grimpeuse, mais également pour être une très médiocre descendeuse.

### Autres pratiques sportives
En 2013, Emma Pooley s'impose dans la catégorie femmes du marathon de Lausanne, en Suisse, dans le temps de  2 h 44 min 28 s.
Six jours après avoir battu le record du Powerman de Zofingue en 2014, elle termine deuxième du marathon de la Jungfrau à moins de deux minutes derrière Aline Camboulives.
En 2018, elle devient championne du monde de vélo pliant, une course humoristique organisée en marge du Prudential Ride London.
Elle obtient la nationalité suisse en 2020 et décroche son premier titre national en 2021 en devenant championne suisse de trail dans le cadre du Swiss Canyon Trail.

### Vie privée
Elle vit à Zurich et a étudié l'ingénierie géotechnique. En 2013, elle obtient son doctorat.

## Palmarès en cyclisme

### Palmarès année par année
- 2007
  - 3e étape du Tour de Thuringe féminin
  - 3e de La Grande Boucle féminine internationale
  - 8e du championnat du contre-la-montre
  - 9e du championnat du monde sur route
- 2008
  - 5e de la Coupe du monde de cyclisme sur route féminine 
  - Trofeo Alfredo Binda-Comune di Cittiglio
  - Tour de Bretagne :
    - Classement général
    - 3e et 4ea étapes

  - 4e étape du Tour de l'Ardèche
  -  Médaillée d'argent du contre-la-montre aux Jeux olympiques de Pékin
  - 2e du championnat de Grande-Bretagne sur route
  - 2e du Tour de l'Ardèche
  - 6e de la Flèche wallonne
  - 8e du championnat du contre-la-montre
  - 8e de la coupe du monde féminine de Montréal
- 2009
  -  Championne de Grande-Bretagne du contre-la-montre
  - Coupe du monde cycliste féminine de Montréal
  - GP Costa Etrusca - Giro dei Comuni Rosignano-Livorno
  - La Grande Boucle féminine internationale :
    - Classement général
    - 1re (contre-la-montre) et 3e étapes

  - Grand Prix de Plouay féminin
  - 3e du championnat de Grande-Bretagne sur route
  - 3e du GP de Suisse-Souvenir Magali Pache
  - 4e du Tour d'Italie
  - 5e de la Coupe du monde de cyclisme sur route féminine
- 2010
  -  Championne du monde du contre-la-montre
  -  Championne de Grande-Bretagne sur route
  -  Championne de Grande-Bretagne du contre-la-montre
  - Flèche wallonne féminine
  - GP de Suisse-Souvenir Magali Pache
  - Grand Prix Elsy Jacobs
  - Tour de l'Aude :
    - Classement général
    - 2e (contre-la-montre par équipes) et 7e étapes

  - Tour du Trentin-Haut-Adige-Tyrol-du-Sud :
    - Classement général
    - 1re étape

  - Grand Prix de Plouay féminin
  - 8e de la Coupe du monde de cyclisme sur route féminine
- 2011
  - Trofeo Alfredo Binda-Comune di Cittiglio
  - 3ea étape de l'Iurreta-Emakumeen Bira (contre-la-montre)
  - 8e étape du Tour d'Italie féminin
  - 4e étape du Tour de Thuringe féminin
  - Tour de l'Ardèche :
    - Classement général
    - 3e étape

  - 2e du Tour d'Italie
  - 2e du Mémorial Davide Fardelli (contre-la-montre)
  - 3e du contre-la-montre par équipes de l'Open de Suède Vårgårda
  -  Médaillée de bronze du championnat du monde du contre-la-montre
  - 6e de la Coupe du monde
  - 6e du Grand Prix de Plouay
  - 10e du Tour des Flandres
- 2012
  - Durango-Durango Emakumeen Saria
  - 2e étape de l'Emakumeen Euskal Bira
  - Tour de l'Ardèche :
    - Classement général
    - 3e et 6e étapes

  - 2e du Tour d'Italie
  -  Médaillée de bronze au championnat du monde du contre-la-montre par équipes
  - 3e du championnat de Grande-Bretagne sur route
  - 3e du Tour du Trentin international féminin
  - 4e du championnat du monde du contre-la-montre
  - 3e du contre-la-montre par équipes de l'Open de Suède Vårgårda
  - 6e du contre-la-montre aux Jeux olympiques de Londres
  - 8e du Trofeo Alfredo Binda-Comune di Cittiglio
- 2013
  - Tour du Languedoc-Roussillon :
    - Classement général
    - 2e étape

  - 3e (contre-la-montre) et 5e étapes du Tour de Feminin - O cenu Ceskeho Svycarska
  - 2e du Tour de Feminin - O cenu Ceskeho Svycarska
  - 3e de Gracia Orlova
- 2014
  -  Championne de Grande-Bretagne du contre-la-montre
  - 6e, 8e et 9e étapes du Tour d'Italie
  -  Médaillée d'argent du contre-la-montre aux Jeux du Commonwealth
  -  Médaillée d'argent de la course en ligne des Jeux du Commonwealth
  - 7e de la Flèche wallonne
  - 9e du Tour d'Italie

### Championnats
|  | Année                                            | 2007 | 2008 | 2009 | 2010 | 2011 | 2012 | 2013 | 2014 |
|  | Championnats de Grande-Bretagne sur route        | 6e   | 2e   | 3e   | 1re  | 4e   | 3e   | -    | 4e   |
|  | Championnats de Grande-Bretagne contre-la-montre | -    | -    | 1re  | 1re  | -    | -    | -    | 1re  |
|  | Championnats du monde sur route                  | 10e  | -    | 14e  | 20e  | -    | 15e  | -    | -    |
|  | Championnats du monde contre-la-montre           | 8e   | 8e   | 11e  | 1re  | 3e   | 4e   | -    | -    |

### Grands tours

#### Grande Boucle
- 2009 : Vainqueur, vainqueur des 1re (contre-la-montre) et 13e étapes.

#### Tour de l'Aude
- 2008 : Abandon[33].
- 2009 : 33e.
- 2010 : Vainqueur, vainqueur de la 7e étape. Porteuse du maillot de leader la 4e à 9e étape.

#### Tour d'Italie
- 2009 : 4e, porteuse du maillot de leader de la 3e à la 5e étape[34].
- 2010 : 5e,  vainqueur du classement de la montagne.
- 2011 : 2e, vainqueur de la 8e étape.
- 2012 : 2e,  vainqueur du classement de la montagne.
- 2014 : 9e, vainqueur des 6e, 8e et 9e étapes et  Vainqueur du classement de la montagne.
- 2016 : abandon (non-partante 8e étape)

### Classements mondiaux
| Année          | 2007 | 2008 | 2009 | 2010 | 2011 | 2012 | 2013 | 2014 | 2015 | 2016 |
| Classement UCI | 22e  | 15e  | 9e   | 5e   | 7e   | 12e  | 39e  | 65e  | -    | 416e |
| Coupe du monde | -    | 5e   | 5e   | 8e   | 6e   | 24e  | -    | 38e  | -    | -    |

## Palmarès en duathlon et triathlon

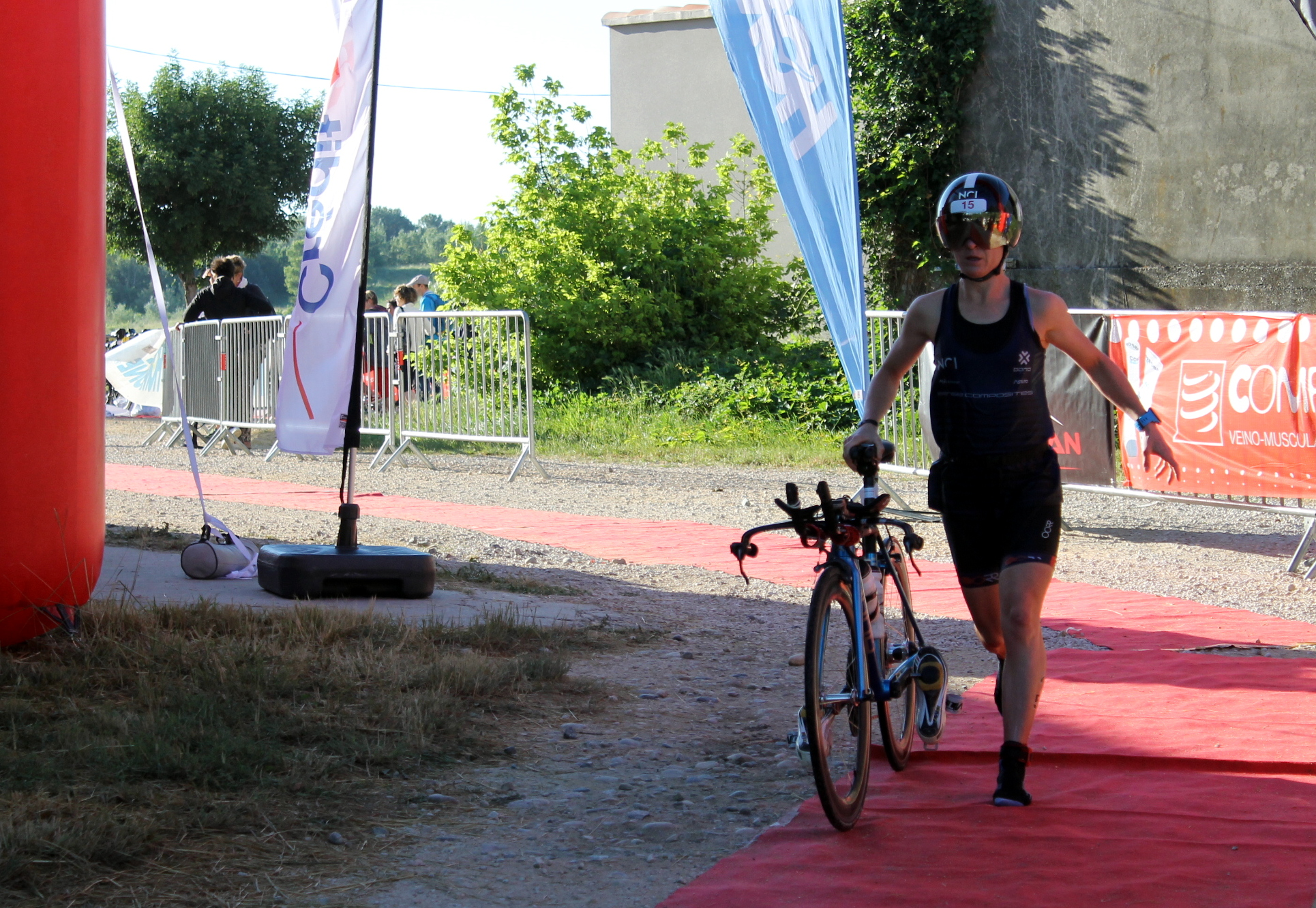
Emma Pooley au Ventouman, 2017.

Le tableau présente les résultats les plus significatifs (podium) obtenus sur le circuit international de triathlon et de duathlon depuis 2013,.
| Année | Compétition               | Pays        | Position          | Temps            |
| ----- | ------------------------- | ----------- | ----------------- | ---------------- |
| 2017  | Ventouxman                | France      | Médaille d'or     | 5 h 42 min 28 s  |
| 2017  | Triathlon EDF Alpe d'Huez | France      | Médaille d'argent | 6 h 46 min 35 s  |
| 2015  | Embrunman                 | France      | Médaille d'or     | 10 h 57 min 56 s |
| 2015  | Triathlon EDF Alpe d'Huez | France      | Médaille d'or     | 6 h 51 min 50 s  |
| 2015  | Challenge Philippines     | Philippines | Médaille d'or     | 4 h 41 min 51 s  |
| 2014  | Ironman 70.3 Suisse       | Suisse      | Médaille d'argent | 4 h 12 min 1 s   |
| 2013  | Swissman Xtreme Triathlon | Suisse      | Médaille d'or     | 12 h 39          |

| Année | Compétition                                                         | Pays   | Position      | Temps           |
| ----- | ------------------------------------------------------------------- | ------ | ------------- | --------------- |
| 2017  | Championnats du monde de duathlon longue distance Powerman Duathlon | Suisse | Médaille d'or | 7 h 21 min 4 s  |
| 2016  | Championnats du monde de duathlon longue distance Powerman Duathlon | Suisse | Médaille d'or | 7 h 6 min 16 s  |
| 2015  | Championnats du monde de duathlon longue distance Powerman Duathlon | Suisse | Médaille d'or | 7 h 1 min 49 s  |
| 2014  | Championnats du monde de duathlon longue distance Powerman Duathlon | Suisse | Médaille d'or | 6 h 47 min 27 s |

## Palmarès en marathon
| Année | Compétition          | Lieu     | Place | Épreuve  | Temps           |
| ----- | -------------------- | -------- | ----- | -------- | --------------- |
| 2012  | Marathon de Lucerne  | Lucerne  | 2e    | Marathon | 2 h 55 min 35 s |
| 2013  | Marathon de Lausanne | Lausanne | 1er   | Marathon | 2 h 44 min 28 s |